# Video Object
 (octobre 2020).
Si vous disposez d'ouvrages ou d'articles de référence ou si vous connaissez des sites web de qualité traitant du thème abordé ici, merci de compléter l'article en donnant les références utiles à sa vérifiabilité et en les liant à la section « Notes et références ».
Video Object, parfois abrégé VOB, est un format de fichiers informatiques présent sur les DVD les plus courants : 
- les "DVD vidéo", produits par les industries audiovisuelles et vendus dans le commerce
- les DVD +R, ou -R, gravés à partir de sources diverses, puis finalisés
- les DVD +RW qui n'ont pas besoin d'être finalisés)
- les DVD -RW gravés en mode Vidéo, et finalisés,

par opposition à l'autre standard, .VRO, beaucoup moins répandu, utilisé sur les DVD-RAM et DVD -RW gravés en mode VR.

## Contenu des fichiers présents sur un DVD courant

### Sur un DVD Vidéo
Les DVD Vidéo sont des disques qui ont été gravés, puis "finalisés" pour être lisibles par tous les lecteurs de DVD.
En plus des fichiers .vob, ils contiennent des fichiers .bup (pour Back UP) et .ifo (pour InFO, donnant les informations associés, chapitrage, menus, etc.).
Un tel fichier .vob peut contenir :
- les trames vidéo
- les diverses trames audio (les diverses langues et variantes)
- les divers sous-titres
- les menus.

Sur un DVD classique (DVD vidéo), le premier fichier ne contient jamais de vidéo.
Les fichiers .VOB décryptés ne sont ni plus ni moins qu'un flux MPEG-PS.

### Sur un DVD +R
Un DVD +R, gravé par soi (et non encore finalisé), contient un fichier Track01.cda, qui n'est pas lisible par tous les lecteurs de DVD.
C'est le processus de finalisation qui va transformer ce fichier en la structure de fichiers et répertoires qui caractérisent les DVD vidéo et les rendent lisibles par un lecteur standard.

### Sur un DVD +RW
Les DVD +RW présentent en revanche l'avantage d'être lisibles par de nombreux lecteurs, si ce n'est les plus courants. Ils n'ont pas besoin d'être finalisés.
Un disque +RW contient :
- un répertoire VIDEO_RM, contenant lui-même :
  - un fichier VIDEO_RM.bup (pour Back UP)
  - un fichier VIDEO_RM.dat (pour DATa)
  - un fichier VIDEO_RM.ifo (pour InFO), donnant des informations associés : chapitrage, menus, etc.
- un répertoire VIDEO_TS, contenant lui-même une ou plusieurs séries de 3 fichiers de la forme :
  - un fichier VIDEO_TS.bup
  - un fichier VIDEO_TS.ifo
  - un fichier VIDEO_TS.vob

Ce répertoire VIDEO_TS peut ainsi contenir, pour 4 "titres" vidéo :
- - un fichier VIDEO_TS.bup
  - un fichier VIDEO_TS.ifo
  - un fichier VIDEO_TS.vob
  - un fichier VTS_01_0.bup
  - un fichier VTS_01_0.ifo
  - un fichier VTS_01_1.vob

## Multiplexage des flux audio et vidéo, et conversion éventuelle en MPEG
Les flux audio (mp2, ac3, etc.) et vidéo (m2v) sont multiplexés (étroitement imbriqués), dans un fichier .VOB, .VRO ou .MPG par exemple, de sorte qu'à chaque instant ils soient lus en même temps et donc synchronisés.
La démultiplexion est l'opération inverse, permettant de séparer le flux vidéo et le flux audio des fichiers vidéo, et donc d'obtenir 1 fichier vidéo + 1 fichier audio. Un logiciel comme "DGIndex", inclus dans le logiciel libre "Gordian Knot", permet cette démultiplexion.
Pour convertir un fichier .VOB en un fichier MPEG (.mpg), mêlant également les 2 flux, il faut donc réunir (multiplexer) à nouveau ces deux flux, selon les standard MPEG :
- MPEG-2 pour la qualité DVD
- MPEG-4 pour la qualité DivX/Xvid ou pour la qualité H.264/x264.

Cette opération n'est pas toujours nécessaire, puisque certains logiciels (comme Adobe Première par exemple) acceptent les flux vidéo et audio séparément.
La conversion d'un fichier .VRO en un fichier .MPG suit le même principe, de même que la conversion d'un fichier .VRO en un fichier .VOB et l'inverse.
Dans certains cas, il suffit de renommer les fichiers .VOB en .MPG pour pouvoir les utiliser, mais il arrive alors que le flux audio ne soit plus lu.

## Utilisation des fichiers .VOB
- Les fichiers au format .VOB peuvent être lus sans modification par le lecteur multimédia libre : VLC media player[2].
- Des logiciels comme "Super"[3] ou "FairUse"[4] sans oublier le tout en un "m4ng"[5], peuvent convertir (et compresser) des fichiers .VOB au format qui convient.
- Un logiciel comme "VirtualDub-MPEG2 1.6.11" lit des fichiers VTS_01_1.VOB, renommés préalablement en .mpg, pour en faire du montage[3]. Le résultat du montage peut être transcodé en DivX/Xvid ou autre format, mais pas en MPEG1 ou MPEG2 (formats vidéo+audio peu compressés)[6]. "Avidemux 2.3" permet l'encodage de vidéos vers plusieurs formats (MPEG, MP4, AVI, ogg Media...) en utilisant de nombreux codecs (H263, MPEG4 (Xvid, DivX) ou encore x264 pour la vidéo, LAME, FAAC, Vorbis, WAV, AC3 entre autres pour l'audio).
- Un logiciel comme CD_Roller permet souvent de récupérer les données gravées, devenues illisibles, sous ce format .vob sur un DVD, CD, ou VCD.
- Il ne faut jamais encoder chaque VOB séparément, car les flux à un instant précis ne seraient alors pas du tout synchronisés[1]!